# Inge Edler
Inge Gudmar Edler (* 17. März 1911 in Burlöv bei Malmö; † 7. März 2001) war ein schwedischer Kardiologe, Professor in Lund. Er war 1953 mit dem Physiker Carl Hellmuth Hertz Begründer der Echokardiografie.

## Leben und Werk
Edler machte 1943 seinen Abschluss als Mediziner an der Universität Lund. Er war am Universitätshospital Lund von 1948 bis 1950 Leiter des Herzkatheter Labors und danach Leiter des kardiovaskulären Labors. 1953 bis zu seiner Emeritierung 1977 war er Leiter der Kardiologie in Lund.
Er war Anfang der 1950er Jahre unter anderem für die präoperative Diagnose von Patienten mit Herzklappenfehlern zuständig und mit den vorhandenen Diagnoseverfahren insbesondere bei Mitralstenose unzufrieden. Die Mortalitätsraten bei Operationen waren hier damals nicht zuletzt wegen der mangelhaften Diagnose sehr hoch. Edler, der ursprünglich Physik-Ingenieur werden wollte, hatte eine vage Idee Radar- oder Ultraschalltechnologie einzusetzen und suchte Kontakt zu dem in Lund wirkenden Physiker Carl Hellmuth Hertz, der sich mit Ultraschalldiagnose in der Materialforschung befasst hatte und Zugang zu entsprechenden Geräten hatte. Erste Experimente mit ausgeborgten Geräten (zuerst von einer Firma in Malmö, die vor allem für Schiffswerften arbeitete (Tekniska Roentgen-Centralen), dann von Siemens in Erlangen) brachten 1953 positive Ergebnisse. Eine erste Publikation erfolgte 1954. Dies gab den Anstoß zur Entwicklung der Echokardiografie, von Edler zunächst bei der Diagnose von Herzklappenfehlern eingesetzt. In Zusammenarbeit mit der Gruppe des Herzchirurgen Olle Dahlback konnte der Einsatz als Diagnoseinstrument aber stetig erweitert werden und wurde in Lund auch auf andere Bereiche der Medizin wie die Untersuchung von Schwangeren (Bertil Sunden, Dissertation 1964) ausgedehnt werden.
Obwohl mehrere Wissenschaftler sich in Lund mit der Methode (von Edler und Hertz UCG genannt, Ultrasound Cardiography) vertraut machten und sie in anderen Ländern weiterzuentwickeln begannen (so Sven Effert am Helmholtz Institut in Aachen) kam der Durchbruch erst Anfang der 1960er Jahre mit einer umfangreichen Veröffentlichung von Edler und Kollegen. Edler hielt 1960 einen Vortrag beim 3. Kongress der European Society of Cardiology in Rom gefolgt von Vorträgen von Edler in den USA, wo die Methode den Namen Echokardiographie erhielt.
Er war auch an der weiteren Entwicklung der Echokardiografie beteiligt, so in ersten gleichzeitigen M-Mode- und Doppler-Aufnahmen des Blutflusses im Herzen mit Lindström 1971.
1967 erhielt er mit Hertz den Lasker~DeBakey Clinical Medical Research Award. 1997 erhielt er die Medaille der European Society of Cardiology und 1983 den Rotterdam Echocardiography Award. 1984 erhielt er den Lund Preis der Königlichen Physiologischen Gesellschaft Schwedens und 1987 die Ehrenprofessur in Lund. Er erhielt den Münchener und Aachener Preis für Technik und angewandte Naturwissenschaften und 1991 den Eric K. Fernströms Stora Nordiska Pris.
Die Deutsche Gesellschaft für Kardiologie vergibt einen Inge-Edler-Forschungspreis für junge Wissenschaftler.

## Schriften
- Edler, Hertz The use of ultrasonic reflectoscope for the continuous recording of the movement of the heart walls, Kungl. Fysiografiska Sällskapets i Lund Förhandligar, Band 24, 1954, S. 40–58
- Edler The diagnostic use of ultrasound in heart disease, Acta Medica Scandinavica, Band 152, Supplement 308, 1955, S. 32–63
- Edler, A. Gustafson, T. Karlefors, B. Christensson Ultrasoundcardiography, Acata Medica Scandinavica, Band 170 (Suppl.), 1961, S. 1–123